# Apatochernes obrieni
Espèce
Apatochernes obrieni est une espèce de pseudoscorpions de la famille des Chernetidae.

## Distribution
Cette espèce est endémique de Nouvelle-Zélande.

## Description
Les mâles mesurent de 2,0 à 2,2 mm et la femelle 3,0 mm.

## Publication originale
- Beier, 1966 : Zur Kenntnis der Pseudoscorpioniden-Fauna Neu-Seelands. Pacific Insects, vol. 8, p. 363-379.